# Aghione
 Aghione  là một xã ở tỉnh Haute-Corse trên đảo Corse, Pháp. Xã này có diện tích 33,88 km², dân số năm 1999 là 245 người. Khu vực này có độ cao 66 mét trên mực nước biển.